# 金井拓也
金井 拓也（かない たくや、1992年1月29日 - ）は、福岡県出身の元サッカー選手、サッカー指導者。ポジションはミッドフィールダー。大阪学院大学卒業。

## 来歴
小学校高学年のときにアビスパ福岡のジュニアユースに合格し、15歳まで所属した。中学校卒業後、イギリス（イングランド）にサッカー留学し、ロンドンの学校チームで数ヵ月間プレーした。この間、クリスタル・パレスU-18の練習に参加したが入団には至らなかった。帰国後はサガン鳥栖のユースに合格した。
大阪学院大学の外国語学部に進学後、TOEICの点数を850点まで伸ばし、2012年秋にオランダ・フェンローのフォンティス応用科学大学に留学した。留学中は地元アマチュアクラブのクイックボーイズ’31フェンローに所属すると共にフットサルでもプレーした。クイックボーイズのキャプテンから代理人を紹介され、2013年1月にリトアニアのジャルギリスの練習にテスト参加した。ボスニア1部優勝チームのジェリェズニチャルとの練習試合でアシストを決めるなど活躍し、プロ契約を結んだ。
2013年3月2日に行われたリトアニア・スーパーカップでプロサッカー選手として公式戦に初出場した。前年度のリトアニア・カップ優勝チームとして出場したジャルギリスが1-0でAリーガ優勝チームのエクラナスに勝利した。3月16日に行われたシャウレイ戦でAリーガに初出場すると、5月22日のタウラス戦で初得点を含む2得点を決めた。ジャルギリスは14年ぶりに優勝した。4月18日に行われたアトランタス戦（準決勝）でカップ戦に初出場し、先発フル出場した。2013シーズンはAリーガ優勝、カップ戦優勝、スーパーカップ優勝の3冠を達成した。
2013年8月8日に行われたポーランドのレフ・ポズナン戦でUEFAヨーロッパリーグ（予選3回戦）に初出場した。
2013年12月17日、ジャルギリス退団が発表された。公式戦12試合に出場し、3得点を記録した。
2014年3月に大学を卒業後はドイツへコーチ留学。
2020年からV・ファーレン長崎U-12コーチに就任。2021年からはU-15コーチを務める。
2022年から栃木シティFCU-18コーチ、2023年からU-15監督を務める。

## エピソード
- FKジャルギリスでの背番号17は「17」をサポーターズナンバーに定めるサガン鳥栖への想いからだと話している[8]。
- 2012年12月9日に行われたVVVフェンロー対フィテッセの試合に一日研修生として参加し、日本人観戦者の駐車場への誘導やチケットとお金の交換などに携わった。この試合は、両チームにカレン・ロバート、大津祐樹、ハーフナー・マイク、安田理大の4人の日本人選手が所属していたため、「Japan Day」と銘打っていろいろな催しが企画された[9]。

## 所属クラブ
ユース経歴
- アビスパ福岡U-15
- サガン鳥栖U-18
- 大阪学院大学

プロ経歴
- 2013年2月 - 2013年12月  FKジャルギリス

## 個人成績
| 2013   | ジャルギリス | 17         | Aリーガ | 9 | 3 | 1 | 0 | 10 | 3 |
| 通算   | リトアニア   | リトアニア | 1部     | 9 | 3 | 1 | 0 | 10 | 3 |
| 総通算 | 総通算       | 総通算     | 総通算  | 9 | 3 | 1 | 0 | 10 | 3 |

| 国際大会個人成績 | 国際大会個人成績 | 国際大会個人成績 | 国際大会個人成績 | 国際大会個人成績 | 国際大会個人成績 | 国際大会個人成績 |
| 年度             | クラブ           | 背番号           | 出場             | 得点             | 出場             | 得点             |
| UEFA             | UEFA             | UEFA             | UEFA EL          | UEFA EL          | UEFA CL          | UEFA CL          |
| ---------------- | ---------------- | ---------------- | ---------------- | ---------------- | ---------------- | ---------------- |
| 2013-14          | ジャルギリス     | 17               | 1                | 0                | -                | -                |
| 通算             | UEFA             | UEFA             | 1                | 0                | -                | -                |

その他の公式戦
- 2013年 リトアニア・スーパーカップ 1試合0得点

## タイトル
FKジャルギリス
- Aリーガ (1) : 2013
- リトアニア・カップ (1) : 2012-13
- リトアニア・スーパーカップ (1) : 2013